# Gennadi I
Gennadi (grec antic: Γεννάδιος; llatí: Gennadius) va ser un religiós grec, prevere a l'església de Constantinoble, que va arribar a bisbe d'aquesta ciutat l'any 459 a la mort d'Anatoli.
Va ser un dels que va pressionar l'emperador Lleó I el Traci per tal de castigar a Timoteu Elude (el Gat) que havia ocupat la seu d'Alexandria a la mort de Proteri; va aconseguir que Timoteu fos desterrat el 460. També es va oposar a Pere Gnafeu (el Ple) que, sota el patronatge de Zenó, gendre de l'emperador i general de les províncies orientals, havia expulsat a Martiri de la seu d'Antioquia i havia ocupat el seu lloc. Gennadi va rebre a Martiri amb honors quan es va presentar a Constantinoble i va procurar la destitució de Pere que va aconseguir el 464. Va morir l'any 471 i el va substituir Acaci.
Teodor Anagnostes explica alguns detalls curiosos de Gennadi, i atribueix la seva mort a una visió que va tenir mentre resava de nit a l'altar de la seva església. Va veure el Malvat, que li va declarar que, tot i que les coses es mantindrien tranquil·les mentre visqués, la seva mort aniria seguida de la devastació de l'Església o, com diu Teòfanes, del predomini del Diable a l'Església.